# بات دونوفان
بات دونوفان (بالإنجليزية: Pat Donovan)‏ هو لاعب كرة قدم أمريكية أمريكي، ولد في 1 يوليو 1953 في هيلينا في الولايات المتحدة.

## وصلات خارجية
- بات دونوفان على موقع مرجع كرة القدم المحترفة.كوم (الإنجليزية)